# Чотири пори року (Дичко)
Кантата «Чотири пори року» (Дичко) — чотиричастинний камерний твір відомої української композиторки Лесі Дичко на тексти українських народних календарно-обрядових пісень для хору a capella. Написана 1973 року, кантата є яскравим зразком неофольклорного полотна. 

## Драматургія
Задум та зміст кантати  узагальнює народні уявлення  про диво щорічного оновлення  життя, природи та магічну дію обрядів, втілюючи їх в чотирьох частинах відповідно до пір року:  І ч. — «Весна», ІІ — «Літо», ІІІ — «Осінь», IV — «Зима». Музика твору базується на мелодико-інтонаційній та метро-ритмічній основі архаїчних пісенних жанрів, проте не цитуючи їх. Творчо переосмислюючи фольклорну основу, композиторка поєднує її з новаторськими засобами власної музичної мови. 
Оскільки усі обрядові пісні — це своєрідні дійства-вистави, то і кожна частина кантати демонструє концентрований образ-символ, який знаходить своє відображення в поєднанні з яскравою образністю  та театральністю. 

## Композиція
Окрім загальної 4-частинної будови, три частини кантати (ІІ, ІІІ, IV) поділяються на підрозділи, утворюючи систему «мікроциклів» у циклі.

### І. «Весна»
Перша частина символізує уявлення наших предків, пов'язані з процесом пробудженням природи. Вони вірили, що прихід весни можна пришвидшити за допомогою ритуальних пісень та заговірних формул. 
В основі частини — «Веснянка», побудована на зіставленні двох контрастних тем: рухливої та енергійної («Вийди, вийди, Іванку») та величавої урочистої («Благослови, мати…»). Обидві теми, де перша виступає заспівом, друга — приспівом, доповнюють одна одну, зображаючи колективне свято з іграми і танцями. Форма — подвійні варіації з рисами ронадальності. 
Тут композиторка майстерно поєднує засоби виразності, запозичені з фольклору — стрічкове голосоведення, вузькооб’ємні лади, лади народної музики, трансформуючи їх в мажоро-мінорну систему. 

### ІІ. «Літо»
Друга частина має підзаголовок-програму «Петрівочні ігри» та складається з двох петрівок і «Кривого танцю». Перша з них — «Ой, петрівочка мала нічка» — споглядальна картина літньої природи, яку авторка втілює в мрійливій пасторальній наспівно-розміреній мелодії, дорученій соло альта. Друга — «Ой нас чотири подружечки» (куплетно-варіантна форма) - слугує доповненням попереднього образу. Про її зв'язок з обрядовим циклом свідчить введення після кожного куплету «гуканок» (глісандуючого вигуку «Гу!), реліктів колишніх магічних вигуків. 
Завершують частину дві контрастні картини-ігри «Кривий танець», де перша (І р. — «А ми кривого танцю йдем», ІІ р. — «Там Роман зіллєнько копає») –оспівування любовних мотивів, друга («Та пішли та парубки на лови») — пісня-танок, насичений елементами сміху та жартів. 

### ІІІ. «Осінь»
Третя частина складається з двох обжинкових пісень. Перший образ (радість землероба та водночас його важка праця) окреслено в пісні «Ой на горі жита много», жартівливо-гумористичний план якої в другому розділі змінюється розсудливим «діалогом»  трударя з полем («Поле, ти поле, зеленая доле»). 
Друга обжинкова «Дівка Явдошка сіяла пшеницю» повертає до загального просвітленого настрою, малюючи образ веселої працьовитої дівчини та передає хліборобський процес. 

### IV. «Зима»
Четверта частина завершує циклічну побудову, календарний землеробський рік, тому пов'язана з ідеєю, що сягає давньослов’янських вірувань — мрією про добробут та щастя, побажаннями здоров'я. Перша «Щедрівка» виступає як пісня-гра, театральне дійство, де втілені образи групи щедрувальників, які переходять від хати до хати з співами та віншуваннями (побудована на двох розділах).
Завершує мікроцикл друга щедрівка — «Ой із-за хмари, з-за туману…», яка водночас слугує фіналом всієї кантати. Ця частина сприймається як місток з архаїчних часів до сьогодення, поєднуючи також мелодичні інтонації з попередніх розділів та частин. 
Кантата «Чотири пори року» - зразок високохудожнього ставлення митця до природи, виявляє зачарованість фольклорними скарбами рідної землі, їх індивідуальне осмислення та трансформування у власних композиціях. 